# Референс

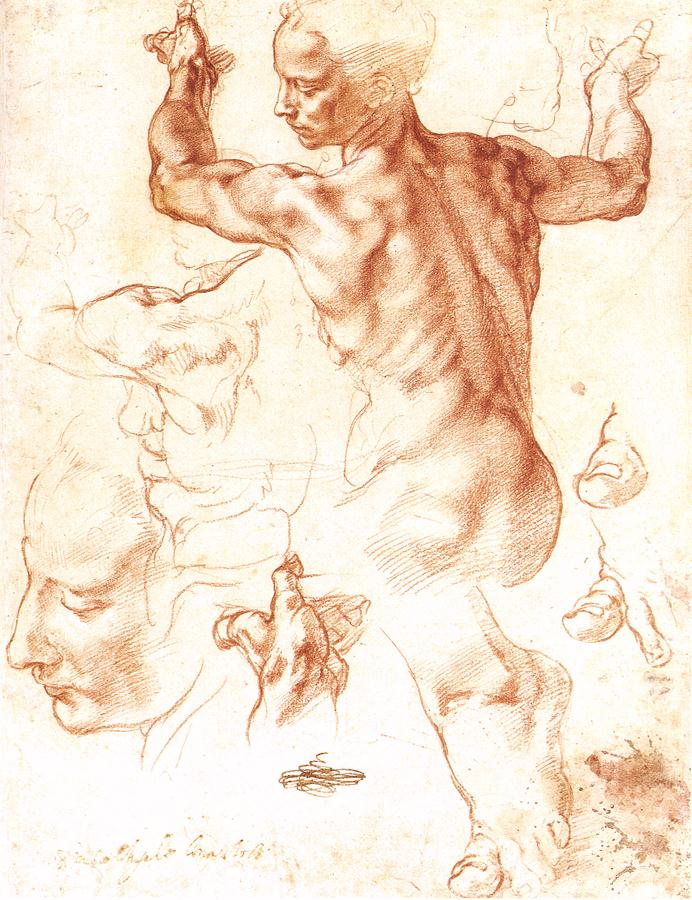
Микеланджело. Подготовительные рисунки для «Сикстинской капеллы», 1511

Ре́ференс (англ. reference «справка, сноска») — вспомогательное изображение: рисунок или фотография, которые художник или дизайнер изучает перед работой, чтобы точнее передать детали, получить дополнительную информацию, идеи. Референсом могут быть фотографии человека в различных позах, фотографии только рук или иных частей тела, необходимые для изучения и отрисовки анатомии. В сфере архитектуры, дизайна, дизайна интерьера, компьютерной графики, музыки и т.п. референс используют как примерное представление того, что хотелось бы видеть заказчику, или как иллюстрацию собеседнику своего представления на чужих примерах.
Референсы часто используют и современные художники для своих проектов. Обычно в них входят:
- полное изображение персонажа,
- некоторые характерные особенности,
- описание размеров,
- текстовые комментарии некоторых объектов и т.д.